# Mort sur le Nil
Pour les articles homonymes, voir Mort sur le Nil (homonymie) et Death on the Nile.
Mort sur le Nil (titre original : Death on the Nile) est un roman policier d'Agatha Christie publié le 1er novembre 1937 au Royaume-Uni chez Collins Crime Club, mettant en scène une des plus célèbres enquêtes du détective belge Hercule Poirot. Il est publié l'année suivante aux États-Unis, et huit ans plus tard, en 1945, en France. Parmi les 40 enquêtes d'Hercule Poirot publiées par Agatha Christie entre 1920 et 1975, Mort sur le Nil est une des plus fameuses, avec Le Meurtre de Roger Ackroyd (1926) et Le Crime de l'Orient Express (1934). Le livre a fait l'objet d'adaptations au théâtre, à la radio, à la télévision et au cinéma. Le film réalisé par John Guillermin en 1978 a connu un grand succès public, avec Peter Ustinov dans le rôle de Poirot.

## Résumé
La riche et belle héritière américaine Linnet Ridgeway s'éprend de Simon Doyle, le fiancé de sa meilleure amie, Jacqueline de Bellefort, que celle-ci vient de lui présenter, et l'épouse sans délai. Les jeunes mariés partent en voyage de noces, mais ils sont poursuivis, d'étape en étape, par la jeune femme délaissée, qui cherche à leur rendre la vie impossible. Dans l'hôtel où ils séjournent à Assouan, en Égypte, ils rencontrent le célèbre détective belge Hercule Poirot. Sollicité par Linnet, qui cherche un soutien pour mettre fin à cette situation intenable, Poirot ne peut que constater la colère et la peur de Linnet, ainsi que le désespoir et la détermination de Jacqueline de Bellefort, bien décidée à prendre sa revanche. Il pressent la possibilité d'un drame. Bientôt, Poirot, les jeunes mariés — qui espèrent avoir échappé à Jacqueline en s'embarquant sans l'avoir annoncé — ainsi que divers personnages rencontrés à l'hôtel, qui s'avéreront avoir tous des intérêts entremêlés, se retrouvent pour faire une croisière sur le Nil à bord du vapeur S.S. Karnak. La présence inattendue de Jacqueline sur le bateau fait monter encore la tension. Bientôt, Linnet est retrouvée assassinée dans sa cabine. La suspecte la plus probable, Jacqueline, est une des seules personnes à avoir un alibi inattaquable. Peu à peu, l'enquête de Poirot, secondé par son ami le colonel Race, va lever le voile sur les petits et grands secrets de chaque personnage, mettre à mal tous les alibis et révéler enfin une machination diabolique. L'amour, la jalousie et la trahison, ainsi que la cupidité, sont les ressorts du roman.

## Personnages
- Hercule Poirot : détective privé belge en vacances (héros du roman policier)
- Colonel Johny Race : agent de la Couronne en mission, ami de Poirot
- Linnet Ridgeway : jeune et riche héritière américaine, femme de Simon et ex-amie d'enfance de Jacqueline
- Lord Windelsham : prétendant de Linnet
- Jacqueline de Bellefort : ex-amie d’enfance de Linnet et ex-fiancée de Simon
- Simon Doyle : fiancé de Jacqueline, puis mari de Linnet
- Louise Bourget : femme de chambre de Linnet
- Barnstaple : maître d’hôtel de Linnet
- Joanna Southwood : amie de Linnet
- Tim Allerton : cousin de Joanna Southwood
- Mme Allerton : mère de Tim Allerton
- Miss Marie Van Schuyler : vieille dame américaine riche
- Cornélia Robson : nièce de Mme Van Schuyler
- Mme Bowers : infirmière de Miss Van Schuyler
- Mme Salomé Otterbourne : romancière
- Rosalie Otterbourne : fille de Salomé Otterbourne et amie de Linnet
- James Ferguson : jeune homme affichant des convictions marxistes
- William Carmichael : avocat anglais de Linnet
- James Lechdale Fanthorp : neveu et employé de Carmichael
- Andrew Pennington : fondé de pouvoir et oncle de Linnet
- Sterndale Rockford : partenaire de Pennington
- Dr Ludwig Bessner : médecin allemand, directeur de clinique
- M. Sharburi : capitaine du Karnak
- Signor Richetti : un archéologue italien
- Fleetwood : machiniste grincheux du Karnak

## Élaboration du roman

### Écriture
Agatha Christie a combiné dans Mort sur le Nil — qui se déroule pour l'essentiel sur un navire remontant le fleuve — les souvenirs d'un premier séjour en Égypte avec sa mère (vers 1910) et ceux d'autres voyages effectués avec son mari, Max Mallowan, dans lesquels l'archéologie et les archéologues, milieu professionnel de son époux, tenaient une grande place. Agatha Christie et son mari firent en 1934 une croisière sur le Nil à bord du S.S Sudan, navire sur lequel le téléfilm Mort sur le Nil avec David Suchet sera tourné 70 ans plus tard, en 2004. Le Sudan est toujours en service[Quand ?] sur le Nil.
Agatha Christie aurait rédigé Mort sur le Nil en 1937 lors de son séjour au célèbre hôtel Cataract à Assouan. Initialement il devait s'agir d'une aventure de Miss Marple mais Agatha Christie trouve finalement qu'Hercule Poirot est plus adapté au cadre exotique du roman.
La construction de Mort sur le Nil est conforme à la technique narrative qui a fait le succès immense et durable des romans d'Agatha Christie : une ouverture avec la mise en place progressive des ressorts de l'histoire et celle des principaux personnages, l'apparition du détective Hercule Poirot au moment où l'intrigue se noue, le drame dans un lieu clos, l'enquête avec les témoignages de chacun des personnages, la mise à mal progressive de tous les alibis par Poirot, puis la scène du dénouement, sous la forme classique d'une explication finale devant tous les protagonistes du "crime impossible", ou, dans le cas présent, devant certains d'entre eux. Mort sur le Nil, se déroule en Haute Égypte, dans un cadre d'une exceptionnelle richesse (Assouan, Abou Simbel, les paysages du Nil) : le roman fait pourtant très peu de place au décor et à la couleur locale. En revanche, comme toujours chez Agatha Christie, les personnages secondaires sont tous dotés d'une réelle personnalité, ce qui rend le roman très vivant.